# Кучешкия двор и легендата за голямата лапа
„Кучешкия двор и легендата за голямата лапа“ (на английски: Pound Puppies and the Legend of Big Paw) е американски анимационен приключенски филм от 1988 година, разпространяван от TriStar Pictures. Филмът е базиран на играчките на компания „Тонка“ и на едноименния сериал на Хана-Барбера от 1986 г. Режисиран е от Питър ДеКелес и във филма озвучават Бренън Хауърд, Би Джей Уорд, Нанси Картрайт, Тони Лонго, Джордж Роуз, Франк Уелкър, Рут Бъзи, Джанис Кауайе и др. Това е единственият анимационен филм на Carolco Pictures.
„Кучешкия двор и легендата за голямата лапа“ е последният анимационен филм, пуснат по кината през 80-те години, за да популяризира голяма линия играчки, обща тенденция в американската анимационна индустрия през това време. Филмът получава негативни отзиви както от критиците, така и от феновете на сериала през 1988 г., поради което филмът е бил катастрофа за боксофиса.

## В България
Филмът е издаден на VHS от видеоразпространителя Мулти Видео Център с български дублаж през 1996 г. Екипът се състои от:
| Озвучаващи артисти | Ива Апостолова Адриана Андреева Силви Стоицов Стефан Димитриев |
| Превод             | Свобода Витова                                                 |
| Тонрежисьор        | Добромир Чочов                                                 |